# Giyani
Giyani este un oraș din Africa de Sud.